# Bolusia acuminata
Bolusia acuminata là một loài thực vật có hoa trong họ Đậu. Loài này được (DC.) Polhill miêu tả khoa học đầu tiên năm 1982.